# 柳川镇
柳川镇，是中华人民共和国贵州省黔东南苗族侗族自治州剑河县下辖的一个乡镇级行政单位。

## 行政区划
柳川镇下辖以下地区：
柳川社区、清江村、菜园村、柳利村、八一村、加禾村、万安村、巫堆村、返前村、关口村、麻连村、南脚村、中都村、白沙村、巫库村、革东村、公俄村、返排村、返迷村、南埃村、懂熬村、乃寿村、展刁村、干荣村、党翁村、高标村、小寨村、巫泥村、柳堡村、柳落村和野拢村。

## 中国传统村落
2013年8月，巫泥村被评为第二批中国传统村落。